# Аджинская епархия
Аджинская епархия Киликийского патриархата Армянской Апостольской церкви (арм. Հայ Առաքելական եկեղեցու Կիլիկիայի պատրիարքության Աջինի թեմ) — упразднённая после Геноцида армян 1915 года епископская епархия Армянской Апостольской церкви в составе Киликийского патриархата с центром в городе Аджин.
В юрисдикцию Аджинской епархии входила Аджинская каза Османской империи. По данным на 1911 год количество верующих Армянской Апостольской церкви — 20.000, общин — 5, также верующих армян-протестантов — 200, верующих Армянской Католической церкви — 1.000. 
Епархия имела 8 церквей.